# Santuario de Nuestra Señora del Santísimo Rosario de La Naval de Manila
El Santuario de Nuestra Señora del Santísimo Rosario de La Naval de Manila es un edificio religioso con el que la Santísima Virgen María es venerada en Filipinas. Esta devoción se manifiesta en una estatua del siglo XVI de marfil y madera que es venerada en la iglesia de Santo Domingo (también llamada Santuario Nacional de Nuestra Señora del Santo Rosario) en la ciudad de Quezón, Filipinas. Al igual que con la batalla de Lepanto de 1571, los soldados filipinos acreditan a su intercesión la victoria en las batallas de La Naval de Manila contra la invasión holandesa.
La Iglesia Católica en Filipinas celebra la Fiesta de Nuestra Señora de La Naval cada segundo domingo de octubre. La imagen, sus posesiones y su santuario fueron designados como uno de los tesoros culturales nacionales de Filipinas en 2009.